# Theo van Zee
Theo van Zee (10 juli 1941 - 11 januari 2023) was een Nederlands korfballer en korfbalcoach. Van Zee won als speler van Ons Eibernest 13 titels en won als coach ook nog 3 nationale titels. Met dit palmares is Theo van Zee de meest succesvolle korfballer ooit.
Daarnaast was Van Zee ook een speler van het Nederlands korfbalteam.

## Speler
Als speler begon Van Zee bij Ons Eibernest toen hij 9 jaar oud was. Al vrij snel viel op dat hij goed meekon met zijn leeftijdgenoten en zodoende kwam hij op zijn 16e al in het eerste team terecht.
Twee jaar later, toen Van Zee 18 jaar was werd hij voor het eerst geselecteerd voor het Nederlands korfbalteam.
Van Zee maakte de gouden periode van Ons Eibernest onder coach Klaas Mulder mee, waarbij de ploeg zowel de veld- als de zaalcompetitie domineerde. Zo speelde Van Zee in deze periode samen met andere topspelers zoals Hans Pouw, Roel Evenblij, Ron Regeer en  Tannie Overmeijer. Niet alleen werd hij 10 maal Nederlands kampioen, ook werd hij Europees kampioen.
In 1973 toen Van Zee 32 jaar was stopte hij als actieve speler. Hij nam, als aanvoerder van het team, afscheid met zowel de zaal- als de veldtitel.

## Erelijst als speler
- Landskampioen veldkorfbal, 4x (1967, 1970, 1972, 1973)
- Landskampioen zaalkorfbal, 6x (1962, 1965, 1967, 1969, 1970,1973)
- Europacup kampioen veldkorfbal, 3x (1967, 1970, 1972)

## Oranje
Vanaf 1959 speelde Van Zee in het Nederlands korfbalteam onder bondscoach Adri Zwaanswijk. Uiteindelijk speelde hij 23 officiële interlands, 20 op het veld en 3 in de zaal.

## Coach

### Ons Eibernest
Van Zee was als speler gestopt in 1973 en werd in 1975 hoofdcoach van zijn eigen club Ons Eibernest. Hij verving daar vertrekkend coach Herman Snijder.
In zijn eerste seizoen als hoofdcoach (1975-1976) stond hij met Ons Eibernest in de landelijke zaalfinale. Tegenstander in deze finale was het Eindhovense Deto. Met 13-9 won Ons Eibernest, de 6e zaaltitel in de clubhistorie en Van Zee was in zijn eerste seizoen al meteen kampioen geworden. Op het veld werd Ons Eibernest net geen kampioen, het kwam namelijk 1 punt tekort op LUTO.
In 1977 stopte Van Zee als hoofdcoach, na 2 seizoenen. Klaas Mulder nam het nog 1 seizoen over en in 1979 degradeerde Ons Eibernest onder coach Jan Bakker zowel in de zaal als op het veld uit de Hoofdklasse.

### Fortuna
Van Zee werd al in 1957 betrokken bij het Delftse Fortuna. Deze club was net opgericht en had veel ambitie. Aan Van Zee werd gevraagd om de beginnende club te trainen. Dit deed hij tot hij in militaire dienst trad. In de begin jaren '70 werd hij de trainer van het eerste team van Fortuna. Onder zijn leiding promoveerde de club in de veldcompetitie naar de hoogste Nederlandse klasse (hoofdklasse) in 1973. Hierna trok Van Zee zich een beetje naar de achtergrond bij de club.
In 1980 werd Van Zee de nieuwe hoofdcoach bij het Delftse Fortuna. Van Zee volgde hiermee vertrekkend coach Theo Korporaal op.
Aan het eind van de jaren '70 was Fortuna een stabiele middenmoter, maar met de opkomst van spelers zoals Hans Heemskerk en Arno Preuninger beschikte Fortuna over een solide ploeg.
In seizoen 1982-1983 werd Fortuna 1e in de Hoofdklasse B in de zaal met 24 wedstrijdpunten uit 14 wedstrijden. Fortuna ging hiermee als titelfavoriet de zaalfinale in.
De tegenstander in de finale was Deetos maar Fortuna won makkelijk met 14-10. Op het veld deed Fortuna ook goede zaken en leek het goed op weg om ook de veldtitel te pakken. Helaas voor Van Zee behaalde ROHDA net 1 punt meer en liep Fortuna op 1 punt na de veldtitel mis. Fortuna had echter wel de stap gezet van middenmoter naar de top van Nederland.
In seizoen 1983-1984 werd Fortuna voor het 2e jaar op rij 1e in de Hoofdklasse zaal. In de zaalfinale troffen de Fortunezen het Amsterdamse Allen Weerbaar. In een spannende eindstrijd wonnen de Amsterdammers met een nipte 12-11, waardoor Fortuna de zaaltitel van 1983 niet prolongeerde.
Het veldseizoen eindigde in mineur, want Fortuna werd 4e. Na 4 seizoenen stopte Van Zee als hoofdcoach. Wim van Renesse van Duivenbode werd de nieuwe coach bij Fortuna.

### Bondscoach?
In 1985 zocht de korfbalbond een interim bondscoach voor het Nederlands korfbalteam, nadat het onenigheid had gehad met Ben Crum. Theo van Zee was benaderd door de bond om deze taak op zich te nemen, aangezien Van Zee in 1985 geen hoofdcoach ergens was. Van Zee sloeg het aanbod af.
Uiteindelijk weer Crum alsnog teruggehaald als bondscoach.

### Return bij Fortuna
In 1988 keerde Van Zee terug als hoofdcoach bij Fortuna. Hij verving daar Jan Preuninger die het seizoen ervoor de hoofdcoach was. Met nagenoeg hetzelfde team als in 1984 ging hij weer aan de slag. Nieuwe gezichten voor hem in het team waren spelers zoals Thorwald de Roo, Taco Brouw en Hanneke van Eck.
In seizoen 1988-1989 deed Fortuna stappen omhoog in de ranglijsten. Zowel op het veld als in de zaal werd het 3e in de Hoofdklasse en dat was een verbetering ten opzichte van het seizoen ervoor.
In Van Zee's 2e seizoen, 1989-1990 was het wel raak. In de zaal behaalde Fortuna 19 punten in de Hoofdklasse A en bleef zo concurrent Oost-Arnhem voor, waardoor het zich plaatste voor de zaalfinale. In deze zaalfinale werd Deetos met 14-12 verslagen en was Fortuna voor de tweede keer in de clubhistorie zaalkampioen.
Op het veld bleef Fortuna steken op een 4e plaats in de Hoofdklasse A en bleef hierdoor hangen in de middenmoot. Na dit seizoen nam Van Zee afscheid van zijn tweede termijn als hoofdcoach van Fortuna. Paul Marseille nam het van hem over.

## Erelijst als Coach
- Nederlands kampioen zaalkorfbal, 3x (1976, 1983, 1990)